# Matthew Edison
Matthew Edison (Ottawa, 22 agosto 1975) è un attore canadese.

## Biografia
Edison è nato a Ottawa, in Ontario. Si è diplomato alla Canterbury High School e allo Stella Adler Studio of Acting di New York.

## Filmografia

### Cinema
- Interstate 60, regia di Bob Gale (2002)[6]
- 134 modi per innamorarsi (This Time Around), regia di Douglas Barr (2003)
- Our Fathers, regia di Dan Curtis (2005)[7]
- Il pontile di Clausen (The Dive From Clausen's Pier), regia di Harry Winer (2005)[8]
- Waking Up Wally: The Walter Gretzky Story, regia di Dean Bennett (2005)
- Flash of Genius, regia di Marc Abraham (2008)
- La madre (Mama), regia di Andy Muschietti (2013)[9]
- Dirty Singles, regia di Alex Pugsley (2014)
- Burning, Burning, regia di Hrant Alianak (2015)
- Stealing School, regia di Li Dong (2019)

### Televisione
- Hai paura del buio? (Are You Afraid of the Dark?) – serie TV, episodio 2x10 (1993)
- Murder in a Small Town, regia di Joyce Chopra – film TV (1999)
- Anne of Green Gables: The Continuing Story – serie TV, episodio 1x01 (2000)
- Code Name: Eternity – serie TV, episodio 1x09 (2000)
- Nero Wolfe – serie TV, 4 episodi (2002)
- At the Hotel – serie TV, 6 episodi (2006)
- Billable Hours – serie TV, episodio 1x05 (2006)
- Time Warp Trio – serie TV, episodio 1x21 (2006)
- House Party – serie TV, 6 episodi (2008)
- Princess - Alla ricerca del vero amore (Princess), regia di Mark Rosman – film TV (2008)
- The Dead Beat, regia di Daniel Taplitz – film TV (2008)
- Glitch, regia di Randy Daudlin – film TV (2008)
- Of Murder and Memory, regia di David Wellington – film TV (2008)
- I misteri di Murdoch (Murdoch Mysteries) – serie TV, 2 episodi (2009-2021)[8]
- Harriet the Spy, regia di Ron Oliver – film TV (2010)
- The Wild Girl, regia di Don McBrearty – film TV (2010)
- Fairfield Road, regia di David Weaver – film TV (2010)
- Republic of Doyle – serie TV, episodio 2x05 (2011)[10]
- The L.A. Complex – serie TV, episodio 1x05 (2012)
- Saving Hope – serie TV, episodio 1x11 (2012)
- King & Maxwell – serie TV, episodio 1x01 (2013)
- Reign – serie TV, episodio 2x02 (2014)
- Rookie Blue – serie TV, episodio 6x07 (2015)
- The Girlfriend Experience – serie TV, 3 episodi (2016)
- Save Me – serie TV, episodio 1x02 (2017)
- The Detail – serie TV, 8 episodi (2018)
- Fortunate Son – serie TV, 8 episodi (2020)[11]
- The Umbrella Academy – serie TV, episodio 2x01 (2020)
- Grand Army – serie TV, episodio 1x06 (2020)
- Hudson & Rex – serie TV, episodio 3x06 (2021)
- Vought News Network: Seven on 7 with Cameron Coleman – serie TV, 7 episodi (2021-2022)[12][13]
- The Boys – serie TV, 5 episodi (2022)[14]
- Accused – serie TV, episodio 1x13 (2023)
- Gen V – serie TV, 3 episodi (2023)